# Faustin-Archange Touadéra
Faustin-Archange Touadéra, né à Bangui le 21 avril 1957, est un professeur et homme d'État centrafricain, Premier ministre de 2008 à 2013 sous le régime de François Bozize, puis président de la République à partir de 2016.

## Biographie
Fils d’une famille de 10 enfants, du quartier populaire de Boy-Rabe de Bangui, Faustin-Archange Touadéra est né le 21 avril 1957, d'un père chauffeur et d'une mère cultivatrice. Il étudie en mathématiques à l'université Lille-I et obtient un doctorat en 1986. 

### Carrière universitaire
En 1987, il devient professeur adjoint de mathématiques à l'université de Bangui et il est vice-doyen de la faculté des sciences de l'université de 1989 à 1992. Il rejoint le Comité inter-États pour la standardisation des programmes de mathématiques dans les pays de langue française et l'océan Indien (CIEHPM) en 1999, servant en tant que président du comité de 2001 à 2003. En 2004, il obtient un deuxième doctorat à l'université de Yaoundé.
Il est vice-chancelier de l'université de Bangui en mai 2004 puis recteur de cette dernière de 2005 à 2008, période durant laquelle il contribue au lancement de plusieurs initiatives clés, telles que le programme de formation à l'entrepreneuriat et le consortium Euclid (en).

### Ministère
Il est diacre dans une église baptiste de l’Union Fraternelle des Églises Baptistes ,.

## Carrière politique

### Premier ministre
Faustin-Archange Touadéra est nommé Premier ministre le 22 janvier 2008 par le président François Bozizé à la suite de la démission d'Élie Doté.
Le 12 janvier 2013, il est destitué de ses fonctions à la suite de la guerre civile menée par une coalition à tendance musulmane la Séléka, avant d'être remplacé le 17 janvier par Nicolas Tiangaye, qui constitue un cabinet d'union nationale le 3 février suivant.
En 2014, il se réfugie sur la base de l'ONU de Bangui pendant six mois puis à Villeneuve d'Ascq, en France, avec son épouse et ses trois enfants.

#### Élection présidentielle de 2016

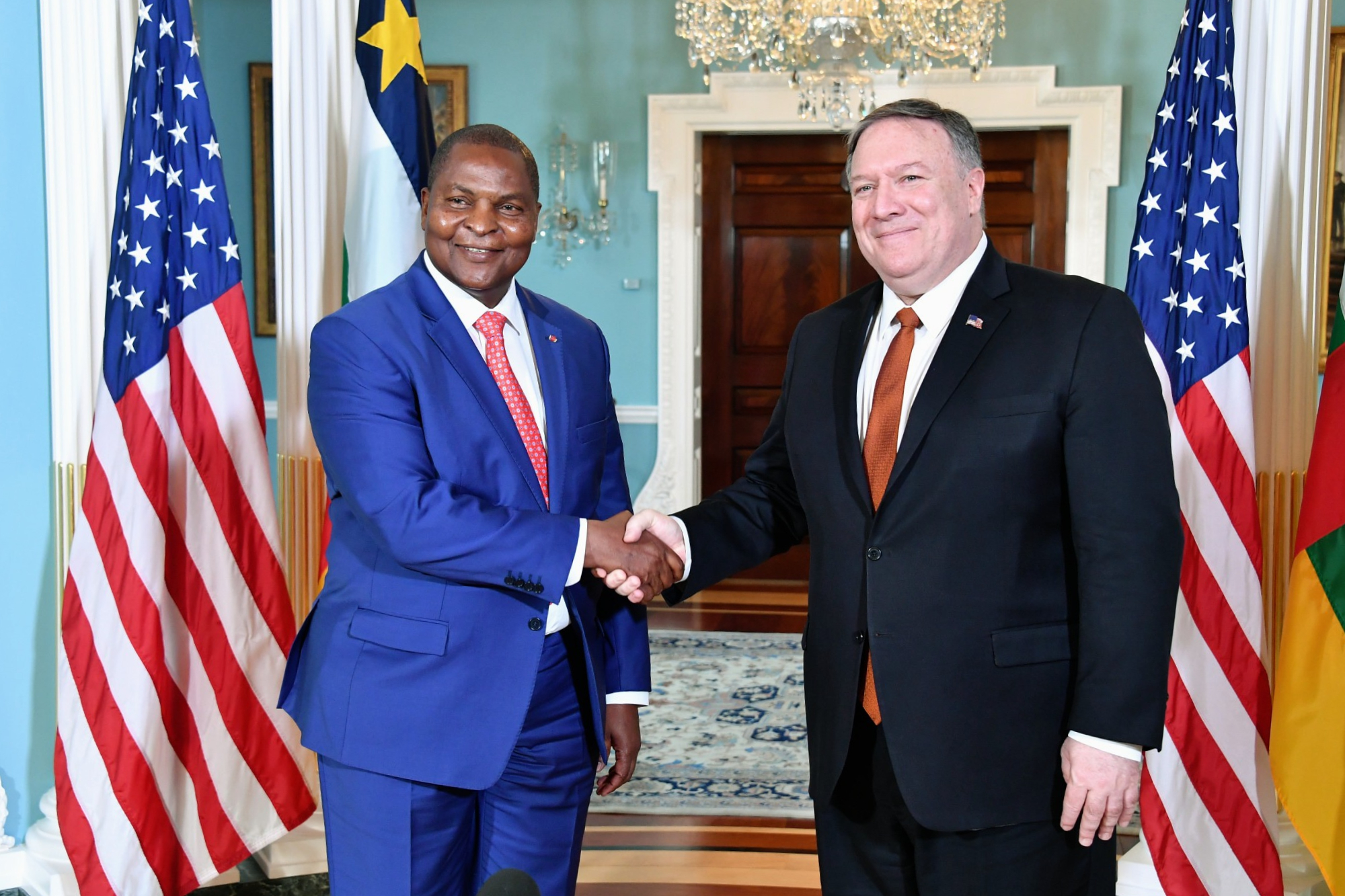
Faustin-Archange Touadéra avec le secrétaire d'État américain Mike Pompeo.

Faustin-Archange Touadéra est de retour en Centrafrique en 2015 après l'intervention militaire Sangaris et la mise en place d'une transition politique. Vice-président du Kwa Na Kwa, il se présente comme candidat indépendant à l'élection présidentielle de 2015-2016. Il arrive deuxième du premier tour avec 19 % des voix, derrière son opposant, Anicet-Georges Dologuélé qui arrive en tête avec 23,7 %. Il est finalement élu président de la République à l'issue du deuxième tour, avec 62,7 % des suffrages contre 37,3 % à Anicet-Georges Dologuélé. Le KNK suspend Touadéra pour « indiscipline ». Il est radié en août 2019.

### Président de la République
Son investiture se déroule le 30 mars 2016.
Le 26 septembre 2020, Faustin-Archange Touadéra, a annoncé sa candidature à l’élection présidentielle prévue le 27 décembre 2020.
Selon des résultats provisoires, le président a été réélu à la tête de la République centrafricaine avec 53,92 % des voix au terme d’un cycle électoral mouvementé. Le 18 janvier 2021 la Cour constitutionnelle valide sa réélection avec 53,16 % des voix.
Le 17 mars 2023, Faustin-Archange Touadéra prend la présidence de la Communauté économique et monétaire de l’Afrique centrale (CEMAC).
La nouvelle Constitution centrafricaine soumise à referendum le 30 juillet 2023 prévoit de faire passer le mandat présidentiel de cinq à sept ans sans restriction de nombre. En cas d'adoption du texte, Faustin-Archange Touadéra pourrait se représenter en 2025.
En juillet 2025, lors d'un congrès de son parti Mouvement Cœurs unis, Faustin-Archange Touadéra est investi candidat du parti pour l'élection présidentielle de décembre 2025.

#### Appel aux services de sécurité privée
Il fait appel à la société de sécurité privée russe Wagner pour aider au rétablissement de la stabilité du pays, ce qui entraine une détérioration des relations avec la France, dont le président Emmanuel Macron ordonne le retrait des coopérants français et la suspension de l'aide économique. Le groupe Wagner obtient, en échange de sa présence, des concessions minières. Le rapprochement du président Touadéra avec la Russie se ressent également dans sa politique étrangère, puisqu'il est l'un des rares chefs d'État à apporter son soutien à la décision de Vladimir Poutine de reconnaître l'indépendance des républiques populaires de Donetsk et de Lougansk en février 2022,. Le 2 mars 2022, lors du vote de la résolution ES-11/1 condamnant l'« agression contre l'Ukraine », le délégué centrafricain à l'Assemblée générale des Nations unies s'abstient.
En septembre 2023, il conclut un contrat avec la Bancroft Global Development (en), une société américaine qui affiche dans son organigramme un ancien mercenaire français et militant au GUD, Richard Rouget.
En avril 2024, il est reçu à l'Elysée pour la seconde fois depuis le début de son mandat pour signer une feuille de route qui va prévoir le rétablissement de rapports bilatéraux entre les deux pays.